# James Bond (ornitolog)
James Bond, född 4 januari 1900 i Philadelphia, död 14 februari 1989 i Chestnut Hill Hospital, Philadelphia (cancer), var en amerikansk ornitolog och expert på fåglar från Karibien. Författaren Ian Fleming uppkallade sin fiktiva spion James Bond efter denne.

## Biografi
James Bond bodde i England i åtta år, och utbildade sig bland annat vid Harrow och Cambridge, där han tog en fil kand 1922.
Bond arbetade för Academy of Natural Sciences i Philadelphia från 1925. Han blev snart intendent för dess fågelavdelning. Posten var oavlönad; han levde främst på sin förmögenhet och inkomsten från sina många böcker. Han fortsatte att arbeta för institutionen fram till kort före sin död.

I The Auks minnesskrift konstaterar Kenneth C Parkes: 
| ” | ...but they were among the last of a traditional museum breed, the independently wealthy, nonsalaried curator, who lacked advanced university degrees. | „ |

 I många Internetbokhandlar som för hans böcker kallas Bond "Dr Bond", men detta är alltså bara en hederstitel; Bond fick aldrig någon högre akademisk titel.
Den bok han blev mest känd för var Birds of the West Indies (ISBN 0-618-00210-3). Första utgåvan kom 1936, men var då en ren vetenskaplig beskrivning av områdets fågelliv; den saknade bilder. Från 1947 kom en Field Guide of the Birds of the West Indies ut, försedd med bildkartor. Det var denna bok som fick Ian Fleming att använda Bonds namn till sin fiktive hjälte.
Bond utgav emellertid flera andra verk, bland annat flera fågelfaunor över Maine, som han ofta besökte. Tillsammans med Ernst Mayr publicerade han 1943 en vetenskaplig artikel om klassificering av svalor, som på sin tid blev mycket uppmärksammad.
1953 gifte Bond sig med Mary Fanning Wickham Porcher Lewis, en poet och författare från Philadelphia.